# Teresa Tomsia
Teresa Tomsia (ur. 20 grudnia 1951 w Wołowie) – polska poetka, eseistka, animatorka kultury, autorka tekstów pieśni i scenariuszy.

## Życiorys
Pochodzi z rodziny ziemiańskiej, wywodzącej się z Kresów Wschodnich. Ojciec, Michał Chałupka, urodził się w majątku Złotniki w woj. tarnopolskim; matka, Zofia zd. Gołacka,  w Słonimiu w woj. nowogródzkim. W 1955 r. przeniosła się wraz rodzicami do Świdwina na Pomorzu Zachodnim, gdzie uczęszczała do szkoły podstawowej i średniej. W 1975 r. ukończyła studia polonistyczne na UAM, broniąc pracę magisterską Propozycje estetyczne twórczości poetyckiej i dramatycznej Andrzeja Bursy, napisaną pod kierunkiem prof. Edwarda Balcerzana. Po studiach wróciła do Świdnina, gdzie pracowała jako nauczycielka języka polskiego. Następnie, po ukończeniu studium reżyserskiego, podjęła pracę instruktora teatralnego w Świdwińskim Ośrodku Kultury. Prowadziła tu kabaret “Ostryga” i teatrzyk poezji “Votum”. W 1980 r. została wiceprzewodniczącą komisji zakładowej NSZZ „Solidarność”. W połowie 1981 roku przeniosła się do Poznania, gdzie pracowała w Wojewódzkiej Bibliotece Publicznej, następnie jako konsultant literacki w kabarecie „Tey” Od 1987 r. ponownie jako nauczycielka języka polskiego w szkołach podstawowych i średnich. Założyła rodzinę, jej mężem jest Eugeniusz Tomsia (Toman), pilot, dziennikarz, redaktor książek literackich, autor autobiograficznej prozy o dęblińskiej Szkole Orląt Podniebni żołnierze.  
Publikowała w pismach literackich: „Czas Kultury”, „W drodze”, paryska „Kultura”, „Arkusz”, „Zeszyty Literackie”, „Topos”, „Gazeta Malarzy i Poetów”, „Tygiel Kultury”, „Wyspa”, „Akcent”, „Panorama wielkopolskiej kultury”, „Arttak”, „Fraza”, w albumach: Jocz. In memoriam, (Paryż 2013) i Homo homini res sacra wydanym na 40-lecie paryskiego Centrum Dialogu (2016). Jej książki poetyckie  ukazały się w tłumaczeniu na j. niemiecki: Konik z Polski – Ein Pferdchen aus Polen (1992); Wieczna rzeka – Der ewige Fluss (1996) oraz na j. niemiecki i francuski Schöner – Piękniejsze – C'est plus beau (2000). Wydała prozę dokumentalizowaną o deportacjach z ziemi nowogródzkiej Dom utracony, dom ocalony (2009) o zsyłce rodziny matki na Syberię. W szkicach literackich wydanych w WBPiCAK w Poznaniu: Z szarego notatnika (2015); Niedosyt poznawania (2018) odwołuje się do mistrzów poezji refleksyjnej, interesuje ją również „przepis na wiersz” poetów młodszego pokolenia. 

Portrety Teresy Tomsi narysowali znani artyści, m.in. Franciszek Starowieyski i Paweł Jocz – rzeźbiarz i grafik osiadły we Francji, a jej postać wyrzeźbił Michał Milberger w paryskiej pracowni przy rue Borromée jako swoją ostatnią kreację w październiku 1997 roku („Figurka”). Tomiki wierszy z ostatnich lat wydane w serii Biblioteki „Toposu”: Gdyby to było proste (2015); Kobieta w kaplicy (2016) – nominowany do Nagrody im. ks. J. Twardowskiego – poruszają wątek tożsamości i kresowego rodowodu. Autorka wielokrotnie brała udział w pracach jury ogólnopolskich konkursów poetyckich, m.in. „O ludzką twarz człowieka” (Krośnice 1999, 2005, 2006),  „Bliżej Nieskończonego” (Poznań 2006, 2007), w kapitule Nagrody Artystycznej im. ks. Józefa Sadzika (Paryż 2000-2008), w jury Nagrody Poetyckiej im. Konstantego Ildefonsa Gałczyńskiego „Orfeusz” (Pranie 2018) i Ogólnopolskiego Konkursu Poetyckiego im. Michała Kajki (Ogródek 2019). Należy do Stowarzyszenia Pisarzy Polskich. 

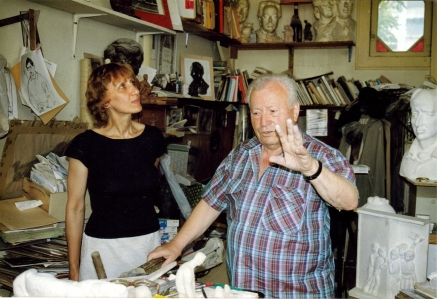
Teresa Tomsia i Michał Milberger – Pracownia przy rue Borromée, Paryż 1997, fot. Marek Wittbrot

## Poezja
- Czarne wino, Wydawnictwo Poznańskie, Poznań 1981
- Białe tango, Czytelnik, Warszawa 1987
- Wieczna rzeka – Der ewige Fluss, w przekładzie Dorothei Müller-Ott,                                                                       posłowie prof. Ryszard K. Przybylski, Wydawnictwo W drodze, Poznań 1996
- Konik z Polski – Ein Pferdchen aus Polen – wiersze dla dzieci, Omega, Poznań 1992
- Przed pamięcią, przedmowa Marek Wittbrot, Ars Nova, Poznań 2000
- Piękniejsze – Schöner – C’est plus beau, przekład: Krzysztof A. Jeżewski,                                                               Claude-Henry du Bord, Dorothea Müller-Ott , Verlag Im Wald, Rimbach 2000)
- Perswazje, piosenki literackie i kabaretowe, Rhytmos, Poznań 2002
- Skażona biel, z rysunkami prof. Piotra Szurka, posłowie Adriana Szymańska,                                                               seria poetycko-plastyczna SPP, Poznań 2004)
- Wątpiąc, idę, wybór wierszy z lat 1979-2005, Wydawnictwo Adam Marszałek, Toruń 2005
- Kamyki. Elegie i krótkie żale, Wydawnictwo WBPiCAK, Poznań 2011
- Co było, co jest, Wydawnictwo Biblioteka Telgte, Poznań 2013
- Gdyby to było proste, Biblioteka „Toposu”, T. 109, Sopot 2015
- Kobieta w kaplicy, Biblioteka „Toposu”, T. 132, Sopot 2016
- W cieniu przelotnego trwania, WBPiCAK, Poznań 2021

## Proza dokumentalizowana
- Dom utracony, dom ocalony, posłowie prof.  Joanna Grądziel-Wójcik, Wyd. Poznańskie 2009
- Cztery Chryzantemy z Nowego Tomyśla, „Przegląd Nowotomyski”, 4/2010
- Świdwin przypomniany, Rhytmos, Poznań 2018

## Eseje i szkice
- Rzeczywiste i wyobrażone – szkice, portrety, spotkania, Biblioteka Mistrzów Krytyki                                                                                                            Literackiej, Oficyna Wydawnicza Łośgraf, Warszawa 2013
- Z szarego notatnika, WBPiCAK, Poznań 2015
- Niedosyt poznawania, WBPiCAK, Poznań 2018

## Opracowania
- Zbigniew Krupowies, Zanim zaczniesz mówić, KTSK, Koszalin 1992
- Ballada o poetach, śpiewnik z nutami Klubu Piosenki Literackiej „Szary Orfeusz”,                                                                                                                 Księgarnia Św. Wojciecha, Poznań 2001
- Henryk Smuczek, Nalewki na latach, Rhytmos, Poznań 2014

## Publikacje wierszy w wydaniach zbiorowych
- Stuttgarter Schriftstellerhaus. Almanach 1983-2003, Stuttgart 2003
- Kaléidoscope, poesie et prose, Expression Culturelle Éditeur, Cognac, Novembre 2003
- Ślady świętości, Jan Paweł II w Poznaniu i Wielkopolsce, Kronika Miasta Poznania 2005
- Liberté Politique, Hommages à Jean-Paul II, juillet 2005
- Poznań poetów (1989-2010), WBPiCAK, Poznań 2011
- Ojciec Honoriusz (1935-1983), BONAMI, Poznań 2008
- Wykonano w Polsce, wiek XX, wybrał i przełożył na j. rosyjski Andrej Bazylewski, Wahazar, Moskwa 2009
- Ten który był trudem światła (Hommage des poètes à Jean-Paul II), Polska Misja Katolicka we Francji 2014
- Modlitewnik poetycki pod red. ks. prof. Jana Sochonia, Fronda, Warszawa 2017
- Teksty pieśni i piosenek w śpiewniku Wielkopolska w naszych sercach, AKO, Poznań 2018

## Nagrody
Za pracę twórczą oraz upowszechnianie polskiej poezji, pieśni i piosenki poetyckiej:
- Tytuł "Zasłużony dla Miasta Świdwina", 1996
- Wyróżnienie Marszałka Wielkopolski, 2001
- Medal MKiDN "Zasłużony Kulturze Gloria Artis", 2007
- Nagroda Marszałka Województwa Wielkopolskiego w dziedzinie kultury, 2011
- Medal im. Witolda Celichowskiego nadany przez Wojewodę Wielkopolski, 2015

## Notki encyklopedyczne
- Sylwetka z grafiką w: Wielkopolski alfabet pisarek, WBPiCAK, Poznań 2012
- Sylwetka autorska w: Poznański Przewodnik Literacki (Media Rodzina, Poznań 2013)

## Rozmowy z autorką
- Marek Wittbrot: Poszukując miary (Recogito, 2006/42)
- N. Wójciak, J. Czerniuk: Co jest najtrudniejsze... (Recogito, 2007/47)